# 原秉衷
原秉衷（1454年—？），字天敘，陝西西安府華州蒲城縣人，軍籍，明朝政治人物。

## 生平
成化十九年（1483年）癸卯科陝西鄉試第二名舉人。弘治三年（1490年）中式庚戌科會試第一百七十四名，三甲第八十一名進士。五年任扬州府泰兴县知县，改新都县。

## 家族
曾祖原立；祖父原林，廵檢；父原鐸，監生。母王氏。永感下。弟原秉彝。